# Ordinador quàntic d'àtoms neutres
Un ordinador quàntic d'àtoms neutres és una modalitat d'ordinadors quàntics construït a partir d'àtoms de Rydberg; aquesta modalitat té molts punts en comú amb els ordinadors quàntics d'ions atrapats. Des de desembre de 2023, el concepte s'ha utilitzat per demostrar un processador de 48 qubits lògics.
Per realitzar el càlcul, primer els àtoms queden atrapats en una trampa magneto-òptica. Aleshores, els qubits es codifiquen en els nivells d'energia dels àtoms. La inicialització i el funcionament de l'ordinador es realitza mitjançant l'aplicació de làsers sobre els qubits. Per exemple, el làser pot aconseguir portes de qubit simples arbitràries i a {\displaystyle CZ} porta per a la computació quàntica universal. El {\displaystyle CZ} La porta es realitza aprofitant el bloqueig de Rydberg que condueix a fortes interaccions quan els qubits estan físicament a prop els uns dels altres. Per realitzar a {\displaystyle CZ} porta a Rydberg {\displaystyle \pi } el pols s'aplica al qubit de control, a {\displaystyle 2\pi } al qubit objectiu i després a {\displaystyle \pi } al control. La mesura s'aplica al final del còmput amb una càmera que genera una imatge del resultat mesurant la fluorescència dels àtoms.

## Arquitectura
La computació quàntica d'àtoms neutres fa ús de diversos avenços tecnològics en el camp del refredament làser, la captura magneto-òptica i les pinces òptiques. En un exemple de l'arquitectura, es carrega una matriu d'àtoms en un làser refrigerat a temperatures de micro-kelvin. En cadascun d'aquests àtoms, s'aïllen dos nivells de subespai terrestre hiperfin. Els qubits es preparen en algun estat inicial mitjançant bombament òptic. Les portes lògiques es realitzen mitjançant camps de freqüència òptics o de microones i les mesures es fan mitjançant fluorescència de ressonància. La majoria d'aquestes arquitectures es basen en àtoms de rubidi, cesi, iterbi i estronci.

### Portes de Qubit únics
Les portes globals d'un qubit individual a tots els àtoms es poden fer aplicant un camp de microones per als qubits codificats al col·lector hiperfin com Rb i Cs o aplicant un camp magnètic de RF per als qubits codificats en el spin nuclear com Yb i Sr. Els raigs làser es poden utilitzar per fer una rotació d'un qubit en un sol lloc mitjançant un esquema Raman de tres nivells de tipus lambda (vegeu la figura). En aquest esquema, la rotació entre els estats de qubit està mediada per un estat excitat intermedi. S'ha demostrat que les fidelitats de la porta d'un qubit són tan altes com.999 en experiments d'última generació.

### Portes enllaçades
Per fer un càlcul quàntic universal, necessitem almenys una porta d'enllaçament de dos qubits. Totes les portes de què parlem en aquest article són equivalents a una porta NO controlada fins a rotacions d'un qubit. Les primeres propostes per fer portes incloïen portes que depenien de forces interatòmiques. Aquestes forces són febles i, per tant, les portes eren lentes. La primera porta ràpida va ser proposada per Jaksch et al. i va fer ús del principi del bloqueig de Rydberg (que es parla a continuació). Des de llavors, la majoria de portes que s'han proposat utilitzen aquest principi. A totes aquestes portes les anomenem portes mediades per Rydberg i les comentem a continuació.

### Portes mediades per Rydberg

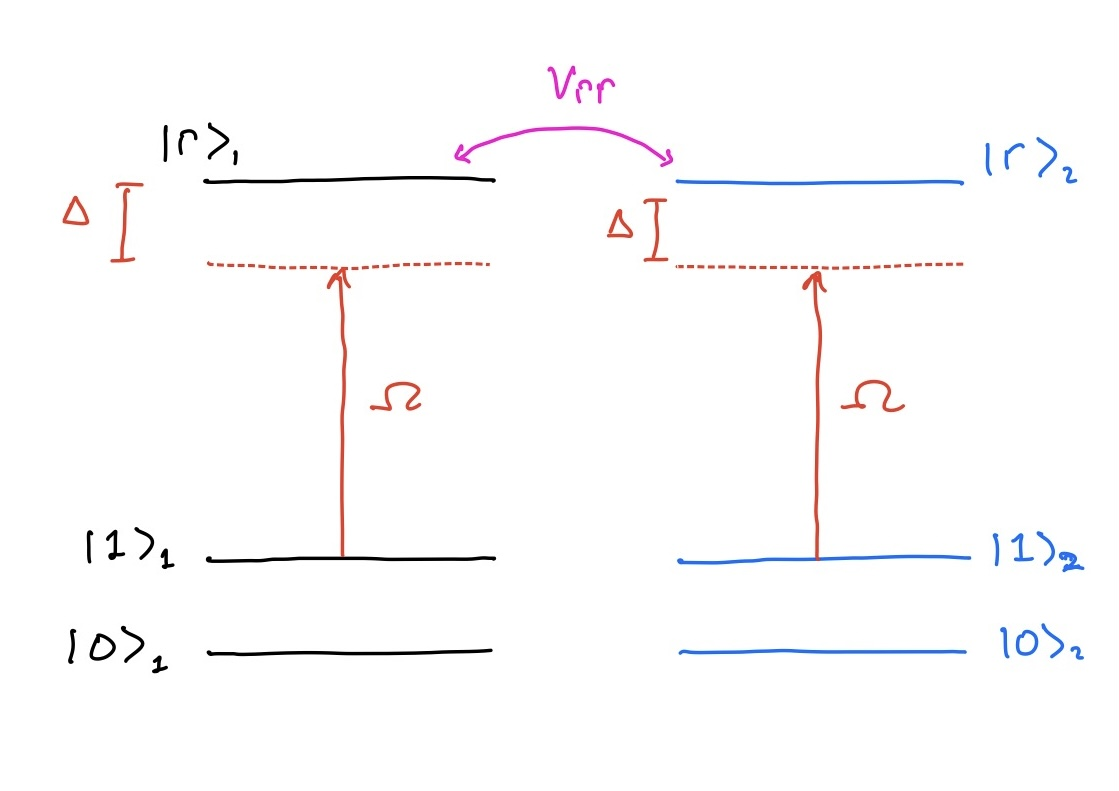
Diagrama de nivells de l'Hamiltonià de dos àtoms neutres que interactuen mitjançant la interacció de Rydberg. El els estats s'ajunten estats de cada àtom.

Àtoms que han estat excitats a un nombre quàntic principal molt gran {\displaystyle n} es coneixen com àtoms de Rydberg. Aquests àtoms altament excitats tenen diverses propietats desitjables, com ara un temps de vida elevat de desintegració i acoblaments amplificats amb camps electromagnètics.
El principi bàsic de les portes mediades per Rydberg s'anomena bloqueig de Rydberg. Considereu dos àtoms neutres en els seus respectius estats fonamentals. Quan estan a prop l'un de l'altre, el seu potencial d'interacció està dominat per la força de van Der Waals {\displaystyle V_{qq}\approx {\frac {\mu _{B}^{2}}{R^{6}}}} on {\displaystyle \mu _{B}} és el Magneton Bohr i {\displaystyle R} és la distància entre els àtoms. Aquesta interacció és molt feble, al voltant {\displaystyle 10^{-5}} Hz per {\displaystyle R=10\mu m}. Quan un dels àtoms es posa en un estat de Rydberg (estat amb un nombre quàntic principal molt alt), la interacció entre els dos àtoms està dominada per la interacció dipol-dipol de segon ordre que també és feble. Quan els dos àtoms s'exciten a un estat de Rydberg, la interacció dipol-dipol ressonant es converteix en {\displaystyle V_{rr}={\frac {(n^{2}ea_{0})^{2}}{R^{3}}}} on {\displaystyle a_{0}} és el radi de Bohr. Aquesta interacció és al voltant {\displaystyle 100} MHz a {\displaystyle R=10\mu m}, uns dotze ordres de magnitud més gran. Aquest potencial d'interacció indueix un bloqueig, on, si un àtom s'excita a un estat de Rydberg, els altres àtoms propers no es poden excitar a un estat de Rydberg perquè l'estat de Rydberg de dos àtoms està molt desajustat. Aquest fenomen s'anomena bloqueig de Rydberg. Les portes mediades per Rydberg utilitzen aquest bloqueig com a mecanisme de control per implementar dues portes controlades per qubit.
Considerem la física induïda per aquest bloqueig. Suposem que estem considerant dos àtoms neutres aïllats en una trampa magnetoòptica. Ignorant l'acoblament de nivells hiperfins que fan el qubit i els graus de llibertat de moviment, l'hammiltonià d'aquest sistema es pot escriure com:

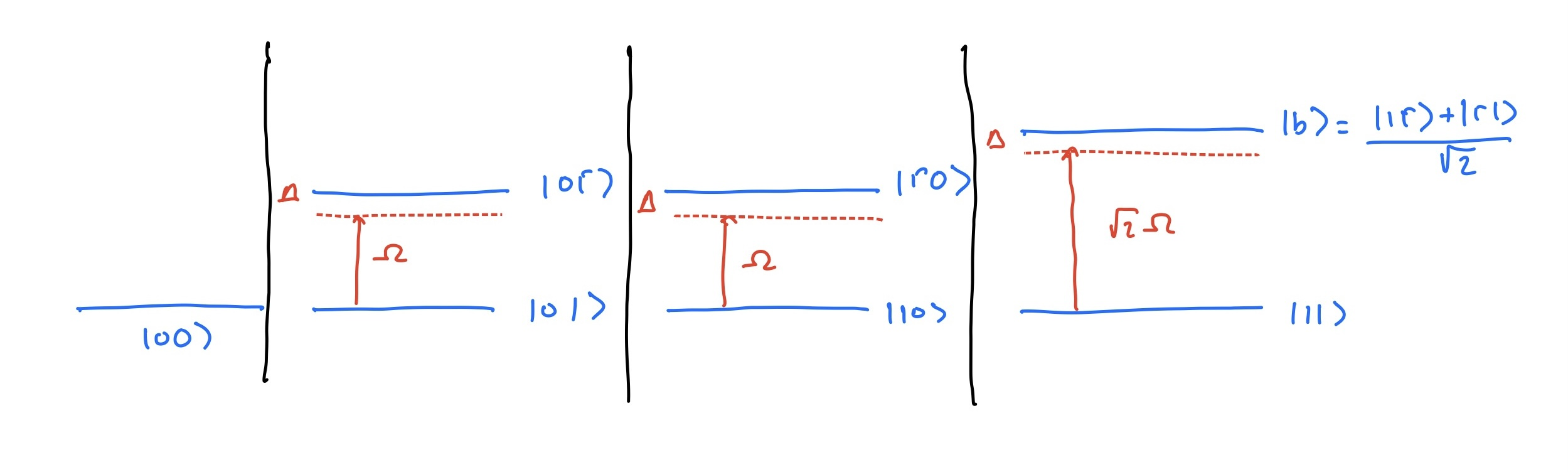
Diagrama de nivells de diferents subespais que interactuen entre ells en un hamiltonià de Rydberg sota el règim de bloqueig. Les línies negres mostren la separació entre subespais que no interaccionen directament entre si.

{\displaystyle H=H_{1}+H_{2}+V_{rr}|r\rangle _{1}\langle r|\otimes |r\rangle _{2}\langle r|)}
on, {\displaystyle H_{i}={\frac {1}{2}}((\Omega |1\rangle _{i}\langle r|+\Omega ^{*}|r\rangle _{i}\langle 1|)-\Delta |r\rangle _{i}\langle r|} és l'Hamiltonià de l'àtom i, {\displaystyle \Omega } és la freqüència de Rabi d'acoblament entre els estats de Rydberg i el {\displaystyle |1\rangle } estat i {\displaystyle \Delta } és la desintonització (vegeu la figura de la dreta per al diagrama de nivells). Quan {\displaystyle |V_{rr}|>>|\Omega |,|\Delta |}, estem en l'anomenat règim del bloqueig de Rydberg. En aquest règim, el {\displaystyle |rr\rangle } L'estat està molt desacoblat de la resta del sistema i, per tant, es desacobla efectivament. Per a la resta d'aquest article, considerem només el règim del bloqueig de Rydberg.
La física d'aquest hamiltonià es pot dividir en diversos subespais segons l'estat inicial. El {\displaystyle |00\rangle } l'estat està desacoblat i no evoluciona. Suposem que només la i-èsima on es troba l'àtom {\displaystyle |1\rangle } estat ( {\displaystyle |10\rangle }, {\displaystyle |01\rangle } ), aleshores l'hammiltonià ve donat per {\displaystyle H_{i}}. Aquest hamiltonià és el Rabi hamiltonià estàndard de dos nivells. Caracteritza el "canvi de llum" en un sistema de dos nivells i té valors propis {\displaystyle E_{LS}^{(1)}={\frac {1}{2}}(\Delta \pm {\sqrt {\Omega ^{2}+\Delta ^{2}}})}.
Si els dos àtoms es troben en estat excitat {\displaystyle |11\rangle } el sistema efectiu evoluciona en el subespai de {\displaystyle \{|1r\rangle ,|r1\rangle ,|11\rangle \}}. És convenient reescriure l'Hamiltonià en termes de brillant {\displaystyle |b\rangle ={\frac {1}{\sqrt {2}}}(|r1\rangle +|1r\rangle )} i fosc {\displaystyle |d\rangle ={\frac {1}{\sqrt {2}}}(|r1\rangle -|1r\rangle )} estats base, juntament amb {\displaystyle |11\rangle }. En aquesta base, l'hammiltonià ve donat per
{\displaystyle H=-\Delta (|b\rangle \langle b|+|d\rangle \langle d|)+{\frac {\sqrt {2}}{2}}(\Omega |b\rangle \langle 11|+\Omega ^{*}|11\rangle \langle b|)}
Tingueu en compte que l'estat fosc està desacoblat de l'estat brillant i el {\displaystyle |11\rangle } estat. Així ho podem ignorar i l'evolució efectiva es redueix a un sistema de dos nivells format per l'estat brillant i {\displaystyle |11\rangle } estat. En aquesta base, els valors propis vestits i els vectors propis de l'hamiltonià estan donats per:
{\displaystyle E_{LS}^{(2)}={\frac {1}{2}}(\Delta \pm {\sqrt {2\Omega ^{2}+\Delta ^{2}}})}
{\displaystyle |{\tilde {11}}\rangle =\cos(\theta /2)|11\rangle +\sin(\theta /2)|b\rangle }
{\displaystyle |{\tilde {b}}\rangle =\cos(\theta /2)|b\rangle -\sin(\theta /2)|11\rangle }
on, {\displaystyle \theta } depèn de la freqüència de Rabi i la desintonització. Farem ús d'aquestes consideracions a les portes següents. Els diagrames de nivells d'aquests subespais s'han mostrat a la figura anterior.

### Porta Jaksch
Podem utilitzar el bloqueig de Rydberg per implementar una porta de fase controlada aplicant polsos Rabi estàndard entre els {\displaystyle |1\rangle } i {\displaystyle |r\rangle } nivells. Considereu el protocol següent:

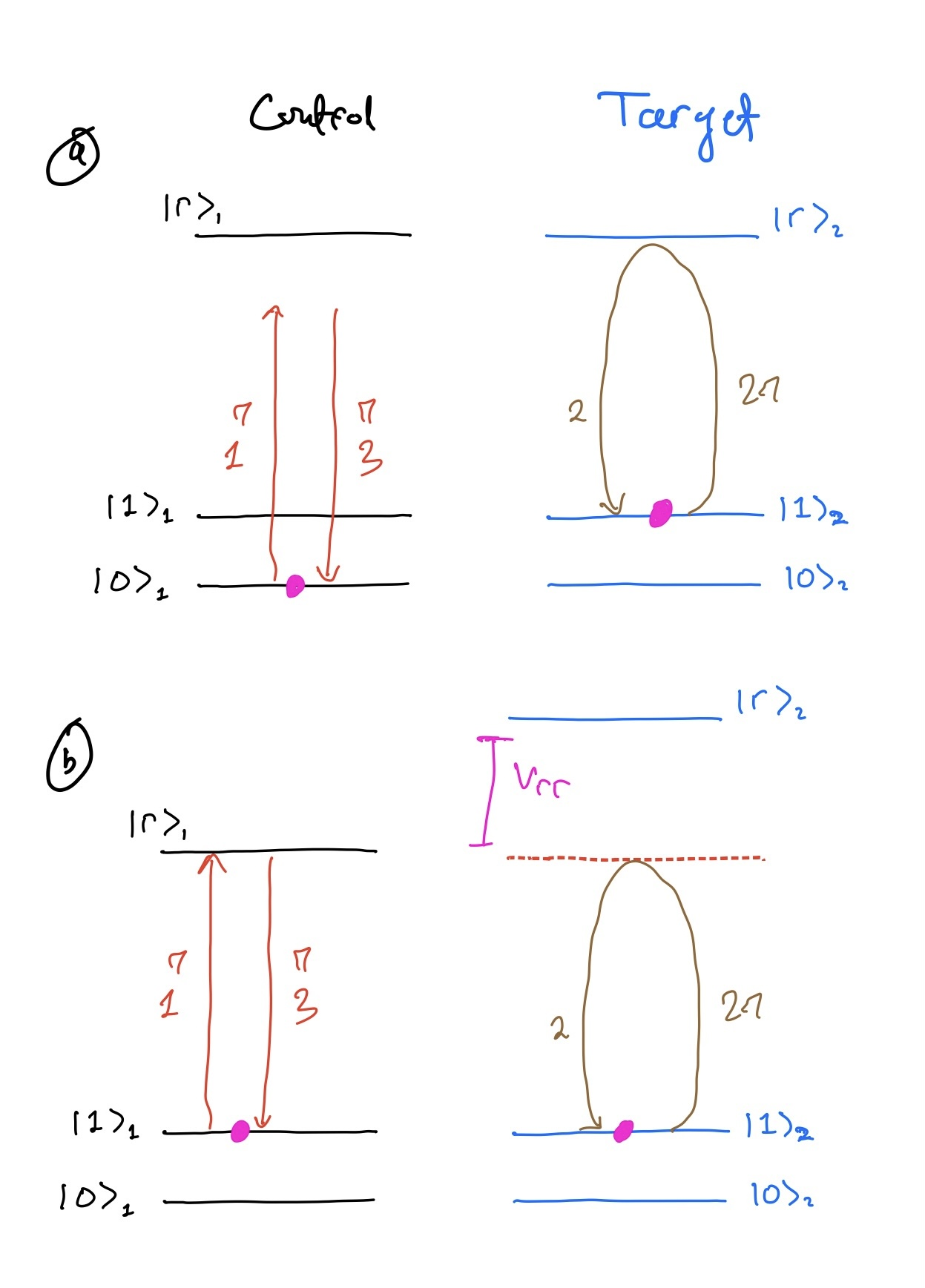
Representació pictòrica de la Porta Jaksch. a) Efecte de les seqüències de polsos (etiquetats amb números) quan el qubit de control està activat estat. b) Efecte quan el qubit de control està activat estat.

1. Aplicar pols per controlar l'àtom (vermell).
2. Aplicar polseu l'àtom objectiu (marró).
3. Aplicar pols per tornar a controlar l'àtom (vermell).

La figura de la dreta mostra què fa aquesta seqüència de polsos. Quan l'estat és {\displaystyle |00\rangle }, ambdós nivells estan desacoblats dels estats de Rydberg i, per tant, els polsos no fan res. Quan qualsevol dels àtoms està dins {\displaystyle |0\rangle } estat, l'altre recull a {\displaystyle -1} fase a causa de la {\displaystyle 2\pi } pols. Quan l'estat és {\displaystyle |11\rangle }, el segon àtom no ressona amb el seu estat de Rydberg i, per tant, no agafa cap fase, però el primer sí. La taula de veritat d'aquesta porta es mostra a continuació. Això és equivalent a una porta z controlada fins a una rotació local als nivells hiperfins.
Taula de la veritat de la porta Jaksch:
| Estat Inicial                | Estat Final                   |
| ---------------------------- | ----------------------------- |
| {\displaystyle \|00\rangle } | {\displaystyle \|00\rangle }  |
| {\displaystyle \|01\rangle } | {\displaystyle -\|01\rangle } |
| {\displaystyle \|10\rangle } | {\displaystyle -\|10\rangle } |
| {\displaystyle \|11\rangle } | {\displaystyle -\|11\rangle } |

### Porta Adiabàtica
La porta adiabàtica es va introduir com a alternativa a la porta Jaksch. És global i simètric i, per tant, no requereix làsers enfocats localment. A més, la porta adiabàtica evita el problema de l'acumulació de fases espúries quan l'àtom es troba en estat de Rydberg. A la Porta Adiabàtica, en lloc de fer polsos ràpids, vestim l'àtom amb una seqüència de polsos adiabàtics que porta l'àtom en una trajectòria al voltant de l'esfera de Bloch i cap enrere. Els nivells prenen una fase en aquest viatge a causa de l'anomenat "desplaçament de llum" induït pels làsers. Es poden triar les formes dels polsos per controlar aquesta fase.
Si els dos àtoms es troben a la {\displaystyle |00\rangle } estat, no passa res així {\displaystyle |00\rangle \rightarrow |00\rangle }. Si un d'ells es troba al {\displaystyle |0\rangle } estat, l'altre àtom agafa una fase a causa del canvi de llum: {\displaystyle |01\rangle \rightarrow e^{i\phi _{1}}|01\rangle } i de la mateixa manera {\displaystyle |10\rangle \rightarrow e^{i\phi _{1}}|10\rangle } amb:
{\displaystyle \phi _{1}=\int E_{LS}^{(1)}(t)dt=\int {\frac {1}{2}}(\Delta (t)-{\sqrt {\Omega ^{2}(t)+\Delta ^{2}(t)}})dt}
Quan els dos àtoms estan dins {\displaystyle |1\rangle } estats, els àtoms prenen una fase a causa del desplaçament de la llum de dos àtoms tal com es veu pels valors propis de l'Hamiltonià anterior, llavors {\displaystyle |11\rangle \rightarrow e^{i\phi _{2}}|11\rangle } amb
Quan els dos àtoms estan dins {\displaystyle |1\rangle } estats, els àtoms prenen una fase a causa del desplaçament de la llum de dos àtoms tal com es veu pels valors propis de l'Hamiltonià anterior, llavors {\displaystyle |11\rangle \rightarrow e^{i\phi _{2}}|11\rangle } amb
| Estat Inicial                | Estat Final                                             |
| ---------------------------- | ------------------------------------------------------- |
| {\displaystyle \|00\rangle } | {\displaystyle \|00\rangle }                            |
| {\displaystyle \|01\rangle } | {\displaystyle \|01\rangle }                            |
| {\displaystyle \|10\rangle } | {\displaystyle \|10\rangle }                            |
| {\displaystyle \|11\rangle } | {\displaystyle e^{i(\phi _{2}-2\phi _{1})}\|11\rangle } |

Cal tenir en compte que aquest desplaçament de llum no és igual al doble dels canvis de llum d'un sol àtom. Els canvis de llum d'un sol àtom es cancel·len després per un pols global que s'implementa {\displaystyle U=\exp(-i\phi _{1}|1\rangle \langle 1|)} per desfer-se dels canvis de llum de qubit únics. La taula de veritat d'aquesta porta es dóna a la dreta. Aquest protocol deixa una fase total de {\displaystyle \int (E_{LS}^{(2)}(t)-2E_{LS}^{(1)}(t))dt} fase a la {\displaystyle |11\rangle } estat. Podem triar els polsos perquè aquesta fase sigui igual {\displaystyle \pi }, convertint-la en una porta Z controlada. Es va introduir una extensió a aquesta porta per fer-la robusta contra errors de referència.

### Porta Levine-Pichler
La porta adiabàtica és global però és lenta (a causa de la condició adiabàtica). La porta de Levine-Pichler es va introduir com un substitut diabàtic ràpid de la porta adiabàtica global. Aquesta porta utilitza seqüències de polsos escollides amb cura per realitzar una porta de fase controlada. En aquest protocol, apliquem la següent seqüència de polsos:

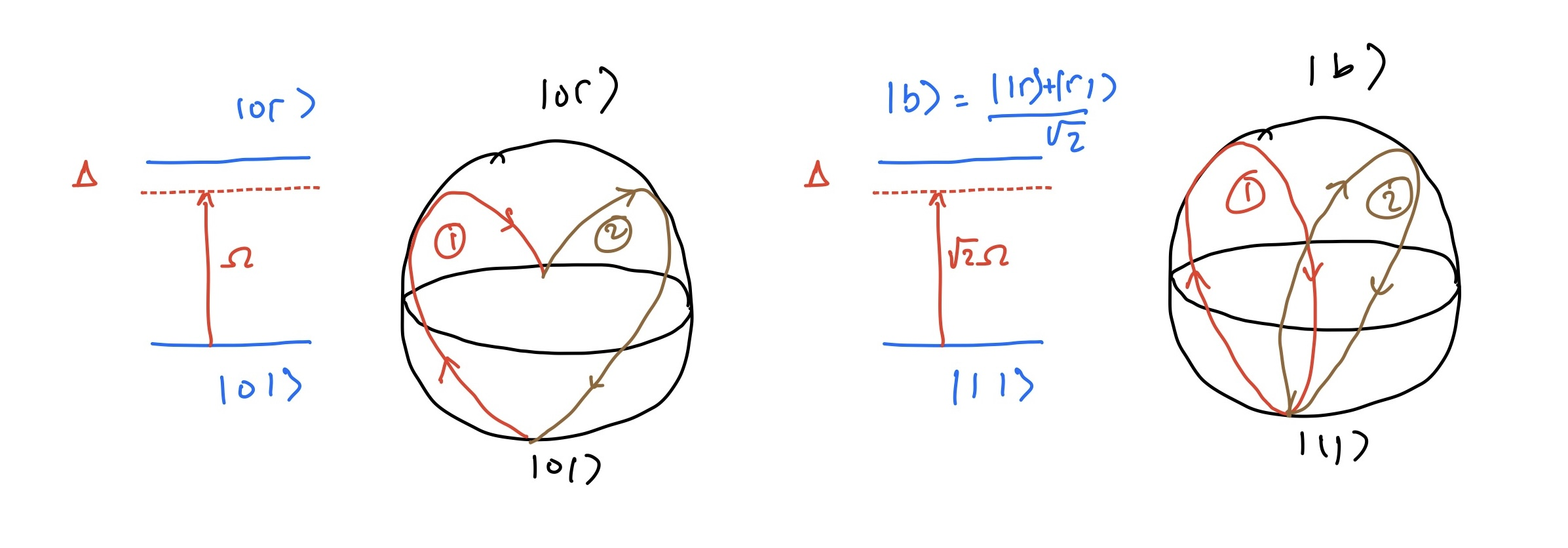
Porta de Levine Pitcher a l'esfera Bloch.

1. Aplicar pols de longitud {\displaystyle \tau =2\pi /{\sqrt {\Delta ^{2}+2\Omega ^{2}}}} amb freqüència Rabi {\displaystyle \Omega } (vermell).
2. Apliqueu un altre pols de longitud {\displaystyle \tau =2\pi /{\sqrt {\Delta ^{2}+2\Omega ^{2}}}} però amb una freqüència de Rabi desfasada {\displaystyle \Omega \rightarrow e^{-i\xi }\Omega } (marró).

| Estat Inicial                | Estat Final                                        |
| ---------------------------- | -------------------------------------------------- |
| {\displaystyle \|00\rangle } | {\displaystyle \|00\rangle }                       |
| {\displaystyle \|01\rangle } | {\displaystyle e^{i\phi _{1}}\|01\rangle }         |
| {\displaystyle \|10\rangle } | {\displaystyle e^{i\phi _{1}}\|10\rangle }         |
| {\displaystyle \|11\rangle } | {\displaystyle e^{i(2\phi _{1}+\pi )}\|11\rangle } |

La intuïció d'aquesta porta s'entén millor en termes de la imatge anterior. Quan es troba l'estat del sistema {\displaystyle |11\rangle }, els polsos envien l'estat al voltant de l'esfera de Bloch dues vegades i acumula una fase neta {\displaystyle \phi _{2}={\frac {4\pi \Delta }{\sqrt {\Delta ^{2}+2\Omega ^{2}}}}}. Quan hi ha un dels àtoms {\displaystyle |0\rangle } estat, l'altre àtom no gira completament per l'esfera de Bloch després del primer pols a causa del desajust en la freqüència de Rabi. El segon pols corregeix aquest efecte fent girar l'estat al voltant d'un eix diferent. Això torna a posar l'àtom dins {\displaystyle |1\rangle } estat amb una fase neta {\displaystyle \phi _{1}}, que es pot calcular fàcilment. Els llegums es poden triar per fer {\displaystyle e^{i\phi _{2}}=e^{i(2\phi _{1}+\pi )}}. En fer-ho, aquesta porta equival a una porta z controlada fins a una rotació local. La taula de veritat de la porta de Levine-Pichler es dóna a la dreta. Aquesta porta s'ha millorat recentment utilitzant els mètodes de controls òptims quàntics.
S'han implementat portes d'enredament en plataformes de computació quàntica d'àtoms neutres d'última generació amb una fidelitat quàntica de fins a.995.